# Івано-Казанська сільська рада
Іва́но-Каза́нська сільська рада (рос. Ивано-Казанский сельский совет) — муніципальне утворення у складі Іглінського району Башкортостану, Росія. Адміністративний центр — село Івано-Казанка.

## Населення
Населення — 822 особи (2019, 766 в 2010, 732 в 2002).

## Склад
До складу поселення входять такі населені пункти:
| Населений пункт          | Населення, осіб (2002) | Населення, осіб (2010) |
| ------------------------ | ---------------------- | ---------------------- |
| Асканиш, присілок        | 1                      | 46                     |
| Братський, присілок      | 4                      | 10                     |
| Івано-Казанка, село      | 430                    | 421                    |
| Поступалово, присілок    | 63                     | 70                     |
| Преображенська, присілок | 97                     | 80                     |
| Родники, присілок        | 107                    | 84                     |
| Слутка, присілок         | 25                     | 45                     |
| Шелани, присілок         | 5                      | 10                     |